# Karen L. Nyberg
Karen LuJean Nyberg (Parkers Prairie, Minnesota; 7 de octubre de 1969) es una ingeniera mecánica y astronauta retirada estadounidense. Se convirtió en la mujer número 50 en visitar el espacio en su primera misión en 2008.
Nyberg comenzó su carrera espacial en 1991 y pasó un total de 180 días en el espacio entre 2008 y 2013 (como Especialista de misión en la STS-24 e ingeniero de vuelo en la Soyuz TMA-09M).

## Personal
La ciudad natal de Nyberg es Vining, Minnesota. Ella está casada con el astronauta Douglas Hurley. Tienen un hijo. Sus intereses de ocio y esparcimiento incluyen correr, costura, dibujo y pintura, con mochila, piano, y pasa tiempo con su familia. Sus padres, Kenneth y Phyllis Nyberg, todavía residen en Vining.
Nyberg y Hurley se encuentran en un matrimonio y crianza de los hijos.

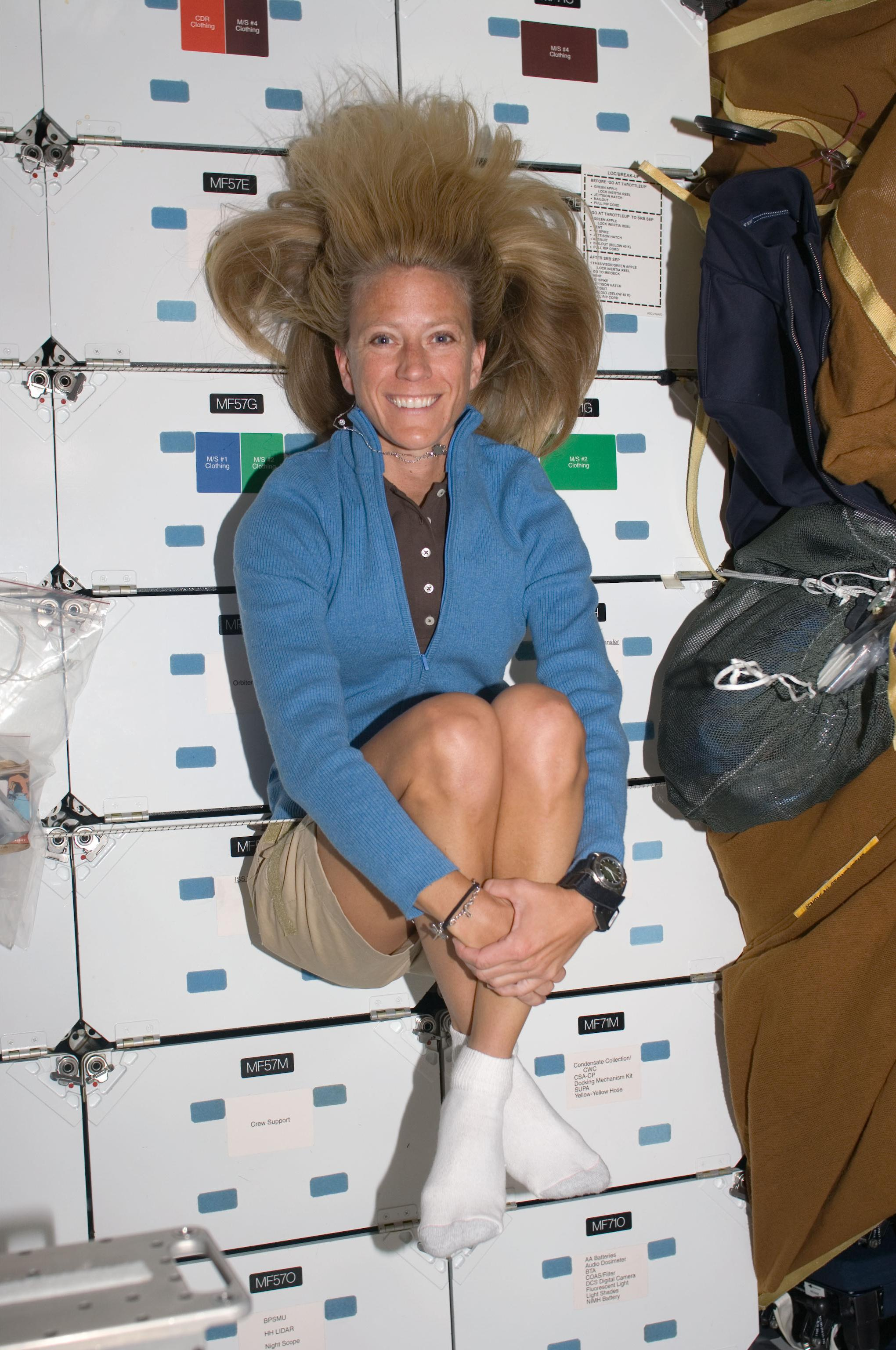
Karen Nyberg sonríe para una foto mientras se ve afectada por la ingravidez en el compartimiento medio del Discovery mientras está acoplado con la ISS.

## Educación
Nyberg graduó  summa cum laude con un título en ingeniería mecánica de la Universidad de Dakota del Norte en 1994. Continuó sus estudios en la Universidad de Texas, en Austin, se centró en la termorregulación humana y pruebas metabólicas experimental de control, y se centra en el control de neutralidad térmica en los trajes espaciales. Este trabajo en el Laboratorio de Transferencia de Austin BioHeat condujo a su doctorado en 1998.

## Carrera en la NASA

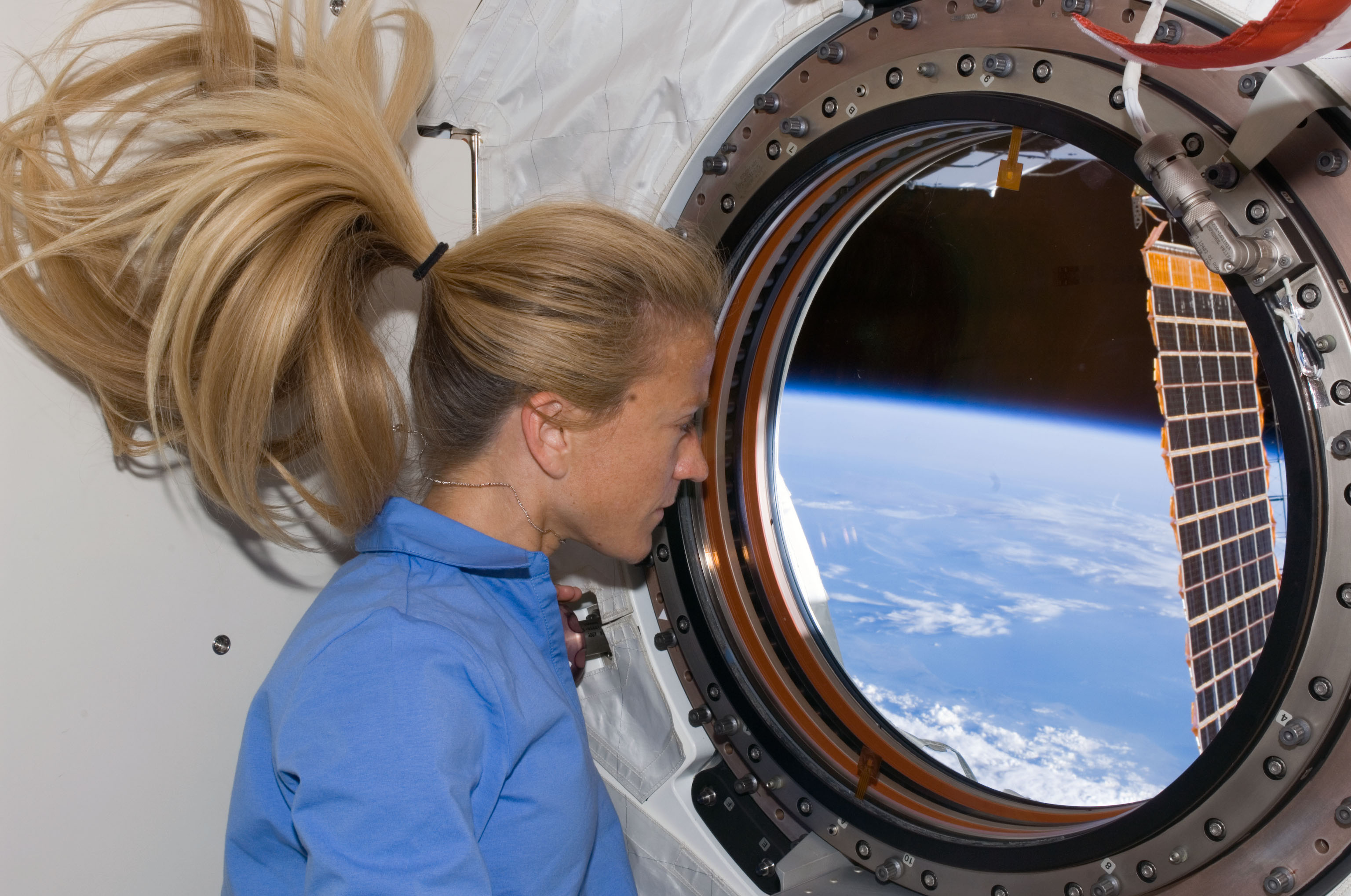
La astronauta Karen Nyberg, especialista de la misión STS-124, mira a través de una ventana en el recién instalado laboratorio de experimentos japonés «Kibo» de la Estación Espacial Internacional.

Karen trabajó, entre los años 1991 y 1995 en el Centro Espacial Johnson. En 1998, al finalizar su doctorado, aceptó un puesto en la División de Sistemas Térmicos Crew, y trabajando como Ingeniero de Sistemas de Control Ambiental para mejorar los sistemas de control térmico del traje espacial y evaluar tecnologías de refrigeración traje de bombero. Proporcionó diseños conceptuales del sistema de control térmico para los estudios de avanzada Marte y Misión Lunar Lander, y el análisis de sistemas de control ambiental para una cámara hiperbárica plegable.
Fue seleccionada como candidata a astronauta por la NASA en julio de 2000. Después de dos años de formación y evaluación se clasificó como especialista de misión y fue asignada a tareas técnicas en la Oficina de Operaciones de la estación de Rama astronauta. Formó parte de la tripulación de respaldo de la tripulación Expedición 6 durante su misión de seis meses en la ISS. En julio de 2006, Nyberg formó parte en la misión NEEMO 10, una formación y ejercicio de simulación de alta mar en el laboratorio submarino Aquarius para ayudar a la NASA a prepararse para el regreso de los astronautas a la Luna y a las misiones tripuladas a Marte. Nyberg y sus compañeros de tripulación vivieron y trabajaron bajo el agua durante siete días.
Nyberg estaba en el equipo de la STS-124, que voló a la ISS en mayo de 2008. Este fue el segundo de tres vuelos para entregar los componentes para completar el laboratorio japonés Kibō. En mayo de 2009, fue asignada a la misión STS-132, que fue lanzado en mayo de 2010, pero tuvo que ser sustituida tres meses más tarde debido a una condición médica temporal. Nyberg entonces sirvió en un rol técnico hasta que recibió su próxima misión, como ingeniera de vuelo en la Expedición 36/37.
Recientemente se desempeñó como ingeniera de vuelo en las expediciones 36 y 37 a la ISS, después de haber lanzado la Soyuz TMA-09M. Mientras que en órbita, Nyberg fue una de solo dos mujeres en el espacio en el 50.º aniversario el 16 de junio de 2013 de la Vostok 6, el primer Spaceshot conducido por una mujer, Valentina Tereshkova, siendo el otro Wang Yaping a bordo del Tiangong-1 en la misión Shenzhou 10.
Se retiró de la NASA en marzo de 2020.

## Premios y honores
Ella ha ganado una serie de premios, incluyendo el Premio UND Joven Alumni Achievement (2004), el Premio Ley del Espacio (1993), el Premio de aplicaciones JSC de Patentes NASA (1993); Briefs NASA Tech Award (1993), Premio al Logro Especial de la NASA Educación Cooperativa JSC (1994); Medalla Premio de Sociedad Joyce de Mujeres Ingenieras (1993-1994); DJ Robertson Premio de Logro Académico (1992) y Premio al Servicio Meritorio de la Universidad de Dakota del Norte Facultad de Ingeniería y Minas (1991-1992).